# Luigi Macchi
Luigi Macchi (3 de março de 1832, em Viterbo - 29 de março de 1907, em Roma ) era um nobre católico italiano e cardeal .
Ele era sobrinho do cardeal Vincenzo Macchi . Em 1859, ele foi ordenado sacerdote. Em 1860, ele foi referendário do Tribunal da Assinatura Apostólica da Graça. Papa Leão XIII criou-o Cardeal no Consistório de 11 de Fevereiro de 1889. Como Protodiácono desde 1899, o Cardeal Macchi anunciou a eleição do Cardeal Giuseppe Sarto no final do conclave de 1903 e coroou em 9 de agosto de 1903. Quatro anos mais tarde, o cardeal Macchi morreu depois de uma doença com 75 anos de idade.

## Link Externo
- Fiche sur le site fiu.edu